# Svečana paljba
Svečana paljba je pucanje iz vatrenog oružja u vazduh u znak slavlja. Ponekad se dešava u delovima Balkana, Rusiji, Bliskom istoku, Južnoj Aziji, Latinskoj Americi, Sjedinjenim Državama i Etiopiji, čak i tamo gde je to ilegalno.
Uobičajene prilike za slavljeničku pucnjavu uključuju Novu godinu, kao i verske praznike. Ova praksa ponekad dovodi do nasumične smrti i povreda od zalutalih metaka. Oštećenje imovine je još jedan rezultat slavljeničke pucnjave; polomljeni prozori i oštećeni krovovi ponekad se nađu posle ovakvih proslava.

## Povrede
U zavisnosti od ugla iz kojeg je ispaljen, brzina padajućeg metka se menja. Metak ispaljen skoro vertikalno izgubiće najveći deo brzine, i obično pada krajnjom brzinom, koja je mnogo niža od njegove brzine pri izlasku iz cevi. Uprkos tome, ljudi i dalje mogu biti povređeni ili ubijeni od metaka koji padaju ovom brzinom. Ako je metak ispaljen pod drugim uglovima, on zadržava svoju ugaonu balističku putanju i mnogo je manja verovatnoća da će se upustiti u prevrtanje; stoga se kreće brzinom mnogo većom od metka u slobodnom padu. Gusti, mali meci postižu veće terminalne brzine od lakših, većih metaka.
Između 1918. i 1920. Džulijan Hečer iz Oružanog korpusa Vojske Sjedinjenih Država sproveo je eksperimente da odredi brzinu padajućih metaka, i izračunao da meci kalibra .30 dostižu krajnju brzinu od 90 m/s (300 stopa u sekundi ili 186 milja na sat). Prema kompjuterskim modelima, meci iz pištolja kalibra 9 mm dostižu krajnje brzine između 150 i 250 stopa u sekundi. Metak koji putuje brzinom od samo 61 m/s (200 stopa u sekundi) do 100 m/s (330 stopa u sekundi) može probiti ljudsku kožu.
Svaka pucnjava može oštetiti sluh onih u blizini bez zaštite za uši, a ćorci ispaljeni u nebezbednom pravcu mogu da izazovu povrede ili smrt od eksplozije iz blizine, kao u slučaju glumca Jon-Erik Heksuma. Ptičija sačma ispaljena iz sačmarice se raspršuje i gubi energiju mnogo brže od zrna ili metaka ispaljenih iz pušaka i pištolja. Iako je potencijalno smrtonosna na znatnom rastojanju pod malim uglom, kad je ispaljena pod velikim uglom, glavni rizik od povrede od „padajuće kiše“ je upadanje u oči i izazivanje ogrebotina, posebno kod osoba koje gledaju nagore bez zaštite za oči.
Nedeljni izveštaj o morbiditetu i mortalitetu američkih Centara za kontrolu i prevenciju bolesti (CDC) otkrio je da je 80% slavljeničkih povreda izazvanih pucnjavom u Portoriku, u novogodišnjoj noći 2003. bilo po glavi, stopalima i ramenima. U Portoriku je oko sedam ljudi poginulo od slavljeničke pucnjave u novogodišnjoj noći u poslednjih 20 godina. Poslednji je bio 2012. godine. Između 1985. i 1992. godine, doktori u King/Dru medicinskom centru u Los Anđelesu, Kalifornija, lečili su oko 118 ljudi od nasumičnih povreda od metaka. Poginulo ih je trideset osam.
U 2005. godini, Međunarodna akciona mreža za malokalibarsko oružje (IANSA) je vodila obrazovne kampanje o opasnostima slavljeničke pucnjave u Srbiji i Crnoj Gori. U Srbiji je slogan kampanje bio „svaki metak koji se ispali mora da se spusti“.

## Trendovi
- Filipinski sekretar za zdravstvo Francisko Duke III primetio je pad broja povreda od zalutalih metaka u toj zemlji tokom perioda praznika na kraju 2005. godine – sa 33 slučaja na 19.[22]
- Broj pritužbi u vezi sa nasumičnom pucnjavom u Dalasu, Teksas, u novogodišnjoj noći opao je sa otprilike 1.000 u 1999. na 800 u 2001. i 2002. godini.[7]
- Početkom 2008. povećana pristrasnost u Libanu dovela je do prakse ispaljivanja slavljeničke pucnjave u znak podrške političarima koji se pojavljuju na lokalnoj televiziji, što je dovelo do višestrukih smrtnih slučajeva i do poziva ovih lidera da prekinu tu praksu.[23]

## Literatura
- "Falling bullets: terminal velocities and penetration studies", by L. C. Haag, Wound Ballistics Conference, April 1994, Sacramento, California.

## Spoljašnje veze
- UN Development Programme activity report
- Can a bullet fired into the air kill someone when it comes down? The Straight Dope
- Celebratory Gunfire: Good Idea or Not?
- 'Celebratory' shot kills groom
- Spreading the Word About Dangers of Celebratory Gunfire: Henry Louis Adams
- Minister Fighting to End Celebratory Gunfire